# Veo7
Veo7 es un canal de televisión español de ámbito nacional del grupo Veo Televisión, propiedad de Unidad Editorial, que emite en abierto a través de la televisión digital terrestre.

## Historia

### Inicio de emisiones
El 30 de noviembre de 2005, durante el relanzamiento de la TDT en España, se estrenó oficialmente Veo, a través del mux 66, pasando la señal de Intereconomía TV, que emitía a través de la frecuencia asignada a Veo Televisión S.A., al segundo canal, llamado Veo 2.
Estas primeras emisiones se hicieron exclusivamente en horario de tarde con cuatro programas: El Mundo en Portada, realizado por Unedisa, donde se debatían los temas de actualidad general, Fórmula Marca, realizado por Recoletos, Escuela de cocina Telva, realizado también por Unedisa y Conciertos Fundación Guerrero, además de una hora de teletienda.
El 10 de mayo de 2006, se estrenaron los que serían los primeros informativos exclusivos de la TDT, Las noticias de Veo, junto con nuevos programas como Escuela de Talento, Aurum presenta, con los "thrillers" de esta productora, En la cocina, que sustituía a Escuela de Cocina Telva y la novela Ka Ina.

### Temporada 2006-2007
El 11 de septiembre de 2006, Veo estrenó nuevos contenidos, que acompañaron a los ya existentes desde el inicio de emisiones, alcanzando un total de dieciséis horas diarias de emisión. El canal quiso centrarse en la información, la actualidad, el deporte, el cine y la programación infantil.
Los programas dedicados al cine que emitió Veo en este periodo fueron, además del existente Aurum Presenta, La noche fantástica Filmax, y espacios temáticos dedicados a la Ciencia Ficción, con el Ciclo de Ciencia Ficción, y al cine clásico con Grandes Clásicos y Filmoteca VO, que emitía sus contenidos en versión original subtitulada.
Así mismo, la cadena estrenó un programa dedicado al mundo del cortometraje: Veo en corto, conducido por Bárbara González. Este espacio semanal nació con la idea de divulgar el trabajo de los jóvenes cineastas españoles. 
La programación infantil incluía contenidos de Hit Kids bajo el contenedor llamado El tobogán de HIT, con series como Barney y sus amigos, Jester el aventurero y Card Captor Sakura.
Además el canal incluyó contenidos de divulgación de Didavisión, y mini programas de información de motor, bajo el nombre de Turbo, un programa matinal de ejercicios llamado Outdoor Workout y documentales llamados Voces Anónimas.
También empezaron a emitir el programa Grandes Conciertos los sábados a las 13:00 y Grandes Óperas los domingos a las 13:00.
Desde su inicio hasta final de emisión, el departamento de maquillaje y peluquería de Veo fue dirigido por Beatriz Faura Pérez.

### Temporada 2007-2008
El 4 de febrero de 2008, Veo Televisión S.A. se trasladó a un nuevo estudio en Torrejón de Ardoz. Ese estudio contaba con más de 2400 metros cuadrados de instalaciones. Con este paso se evitaba tener la cadena dividida en redacción y estudios en edificios distintos como venía ocurriendo en Madrid. Ese mismo día, el canal estrenó nueva imagen y plató en sus informativos Las Noticias de Veo, así como Fórmula Marca y El mundo en portada. Además el canal estrenó nuevos programas como la sitcom Casa Vianello, la telenovela juvenil Media falta, Wacky TV y Victor English, un programa dedicado a aprender inglés. Además, Las noticias de Veo pasan a emitir también al mediodía.
Durante esa temporada nació la emisión de tarde de Las noticias de Veo, acompañado por el programa Plusmarca presentado por Agustín Castellote de Radio Marca con edición también después del informativo de la noche.

### Temporada 2008-2009
El 1 de septiembre de 2008, Veo modifica su logotipo y su imagen corporativa que mantenía desde el inicio del canal. Además, los programas estrella de la cadena pasan a llevar Veo en el nombre del programa. Así El Mundo en Portada pasa a llamarse Veo El Mundo, Las Noticias de Veo pasan a llamarse Veo Noticias, y los programas deportivos Fórmula Marca y PlusMarca, unifican nombres pasándose a denominar Veo Marca, presentado a las 15:00 por Paco García Caridad, a las 19:30 por Jaime Collazos y a las 21:00 por Rafa Sahuquillo y Mila López. Además se crean nuevos programas como Veo la diferencia y Veo Opina, un debate solo de mujeres, presentado por Esther Esteban, el programa económico Veo Expansión, el programa resumen futbolístico Veo Fútbol y el programa de cine clásico Veo Cine presentado por Carlos Pumares.
El 12 de enero de 2009, Veo modifica su nombre y logo añadiéndole un 7, y pasando a denominarse Veo7, buscando asociar el canal con el dial 7 del mando a distancia. Junto con este cambio el canal elimina las versiones de tarde de Veo Noticias y Veo Marca. Poco después adquieren la exitosa serie de ETB, Mi querido Klikowsky.
El 20 de febrero de 2009, Veo7 adquiere la emisión del programa La hora de Federico, del locutor de la Cadena Cope y uno de los propietarios de Libertad Digital, que emitirá los viernes a la noche, en sustitución de Veo la diferencia, y además el programa de Francisco Pérez Abellán, Caso Abierto. Ambos programas seguirán emitiendo en Libertad Digital TV.
El día 13 de abril de 2009, Veo reforma de nuevamente su programación, añadiendo a su programación la exitosa Ley y Orden, creada por Dick Wolf y que tiene 19 temporadas de emisión en Estados Unidos. En España, hasta el momento, la serie era propiedad de TVE, además de la cadena de pago Calle 13. Juntamente con ese estreno, Veo Noticias pasa a denominarse 7 Noticias, dentro de la campaña iniciada a principios de año, para asociar Veo al 7, en dos emisiones, a las 19:00, en formato avance de 20 minutos, y a las 21:30, como telonero de Veo El Mundo. Además eliminan la versión informativa nocturna de Veo Marca, quedando solo la versión de tarde.
El 29 de abril se estrena Investigación al descubierto, las noches de los miércoles, con la emisión de 13 documentales sobre ETA, y posteriormente, la emisión de 50 documentales de la cadena inglesa Channel 4. Estos estarán presentados por Melchor Miralles, director de la cadena.
El sábado 4 de julio de 2009, Veo7 emitió el programa 12 horas sin piedad, donde se superó un Récord Guinness, en el que se realizó la entrevista más larga de la historia al artista, humorista, escritor y presentador Pedro Ruiz, con 12 horas seguidas respondiendo a diferentes entrevistadores. Además este programa batió los récords de audiencia de la cadena, con una media del 2,2% en TDT y 176.800 personas de media, y 1.906.000 de audiencia acumulada, y con una media de audiencia en el total del día de 1,91%.
También empezaron a emitir el programa Grandes Conciertos los sábados a las 10:30 y Grandes Óperas los domingos a las 10:30. Más tarde, eliminaron estos dos programas de la parrilla de Veo TV. Su última ópera fue Don Giovanni de Mozart.

### Temporada 2009-2010
El inicio de la temporada 2009-2010 fue el 14 de septiembre de 2009, con los estrenos de Fórmula Marca, el Veo Marca en su edición matinal, La vuelta al mundo, con John Müller, programa estrella de la cadena, Mucho Cuesta en las madrugadas, y Veo la democracia para los domingos. Además estas novedades incluyeron ampliar la duración de Veo Marca y 7 Noticias.
Pocos días después del inicio de emisiones de La Vuelta al Mundo, John Müller dejó de presentar el espacio, al no estar de acuerdo con el cambio de director, que pasaría a ser Paco Jiménez, hasta entonces editor. Desde entonces le sustituye Carlos Cuesta, que dejó de producir Mucho Cuesta, y alargó el programa hasta la 1 de la mañana.
El 25 de octubre de 2009, se anunció el acuerdo entre Unidad Editorial y Libertad Digital, para la emisión de la tertulia de Federico Jiménez Losantos en su programa matinal de esRadio llamado Es la mañana de Federico, que también emite en directo Libertad Digital TV.
El 3 de diciembre, la Liga Nacional de Fútbol Sala y Veo Televisión S.A. llegaron a un acuerdo para la emisión cada sábado, a las 16:30, de un partido de esta liga. El acuerdo además incluyó el patrocinio por parte de Marca, del mismo grupo, del nombre de la liga.
Desde el viernes 30 de abril de 2010, la cadena pasó a emitir en formato panorámico (16:9).
En cualquier caso, los malos resultados de audiencia y dificultades de gestión propician la salida de Melchor Miralles como director general de la cadena.

### Temporada 2010-2011
El inicio de la temporada 2010-2011 fue el 30 de agosto de 2010, con la modificación de su imagen corporativa integrando en ella el símbolo de identidad de Unidad Editorial. Asimismo, Ernesto Sáenz de Buruaga, Carlos Cuesta, Luis Herrero, Fermín Bocos (sustituido en enero de 2011 por Miguel Ángel Rodríguez y el propio Pedro J. Ramírez comienzan a presentar alternándose diariamente el programa de debate político La vuelta al mundo.
El 28 de septiembre de 2010, la Asociación de la Prensa de Madrid publica un comunicado enviado por el comité de empresa del diario “El Mundo” en el que denuncia que la dirección del periódico ha actuado “de manera ilegal y, sin hablar con el comité, obligando a la plantilla a trabajar para otra empresa (Veo 7) y, además, gratis”. Según señala la nota, el comité “ha recibido quejas de la redacción en Madrid y de varias delegaciones, porque algunos jefes obligan a fotógrafos y redactores a realizar un trabajo extra para Veo 7 además del que realizan para ‘El Mundo’, Elmundo.es y, en su caso, ‘El Mundo’ en Orbyt”. La misma fuente añade que “algunas personas se han negado y han sido llamadas a un despacho para decirles que deben hacer esas nuevas tareas”.
En enero de 2011 se producen los fichajes de las conocidas presentadoras Silvia Jato e Yvonne Reyes para presentar sendos concursos: Trivial Pursuit y Tensión sin límite. Por su parte, el periodista Casimiro García Abadillo comienza a presentar el programa de entrevistas En confianza.
En marzo de 2011, se estrena la serie Aquí nos las den todas, con Marisa Porcel y Pepe Ruiz, que es la secuela de Escenas de matrimonio. También se emite la primera temporada del programa Noche Sensacional, con Mar Saura y Andoni Ferreño.
En el año 2011 se produce también un cambio de frecuencia en el canal con motivo de la regulación europea que intenta liberar las frecuencias más allá de la 60 para que sea ocupada por operadores móviles.
La cadena retransmitió el Giro de Italia 2011.

### Cese temporal de las emisiones de Veo7
Durante el mes de mayo de 2011 se especuló que Veo7 cesaría sus emisiones tarde o temprano. El rumor surgió cuando se filtró que RCS MediaGroup había ordenado al consejero delegado de Unidad Editorial, Antonio Fernández-Galiano, el cierre inmediato y la posterior venta de la cadena. Sin embargo, desde el grupo editor de El Mundo y Marca, entre otras publicaciones, se apresuraron a desmentir esas informaciones. De todos modos, los rumores continuaron a causa de las bajas audiencias que fue cosechando desde sus inicios y por la noticia de que Veo7 prescindiría de 70 trabajadores y emitiría su último informativo el viernes 27 de mayo a las 21.00 horas. Así se redujeron las horas de emisión de producción propia, aunque continuaron con la retransmisión del Giro de Italia, La Vuelta a El Mundo y En Confianza, según anunció días atrás la dirección de la compañía.
Semanas después, el 1 de junio, varios portales anunciaron que Veo7 echaría el cierre definitivo el 30 de junio de 2011, ya que RCS MediaGroup, el grupo italiano que controla Unidad Editorial, decidió cesar sus emisiones ante la crisis publicitaria y la falta de audiencia. El mismo día, el director de El Mundo, Pedro J. Ramírez, confirmó a través de su cuenta de Twitter la reestructuración que sufriría a partir de la siguiente temporada la cadena de televisión Veo7. Finalmente, el 1 de julio de 2011 a las 21.40h el canal Veo7 cesó sus emisiones. Enseguida, comenzaron las emisiones del canal de teletienda Ehs.TV bajo la identidad de Teletienda en el espacio que dejó libre Veo7.

### Temporada 2011-2012 y cese de emisiones
Tras el cese de emisiones, diversos medios digitales anunciaron en agosto de 2011 la intención del canal de regresar a sus emisiones en el mes de septiembre aunque con cambio de nombre y de programación. Esta noticia fue confirmada por el periodista Carlos Cuesta mediante su cuenta en la red social Twitter y así fue, Veo7 regresó a la televisión española el 12 de septiembre de 2011 a las 20:30 horas con nueva imagen corporativa y bajo el nombre de Veo Televisión tras dos meses de emisión ininterrumpida de teletienda. Las primeras reemisiones del canal comenzaron tal día y tal hora con la serie Distrito de Policía y con el programa Con el mundo a cuestas (actualmente Una mirada a El Mundo), debate político presentado por Carlos Cuesta. Desde el inicio de sus reemisiones, emite de lunes a jueves durante cuatro horas diarias de manera provisional (de lunes a jueves durante 20 horas diarias y de viernes a domingo durante todo el día, continúa emitiendo la teletienda de Ehs.TV).
El martes 13 de septiembre de 2011, a las 10:00 horas de la mañana, se dio a conocer simultáneamente en Madrid y Londres el acuerdo firmado entre Unidad Editorial y Discovery Networks para cubrir la gran mayoría de las franjas de su programación diaria, en las que se ofrecen series de entretenimiento de no ficción, ya que Unidad Editorial gestionó de lunes a jueves una franja con la emisión de Una mirada a El Mundo desde el 12 de enero de 2012 hasta el 12 de julio de 2012, día en que Discovery MAX pasó a emitir su programación íntegramente. Gracias a ese acuerdo, que realizó cambios profundos en la programación de Veo Televisión, el canal tiene contenidos premium y de gran calidad. El canal ofrece series de entretenimiento de no ficción y es complementario al extenso catálogo internacional de canales que posee Discovery Networks en la televisión de pago.
El jueves 20 de octubre de 2011 se dio a conocer el nombre y los contenidos de Discovery Max, el canal de Discovery Networks que ocupa la frecuencia de Veo Televisión desde el 1 de enero de 2012. El canal, que comenzó sus emisiones oficiales el 12 de enero de 2012, incluye contenidos de los 13 canales que Discovery Networks distribuye en Estados Unidos y de los 24 canales que distribuye en todo el mundo. La oferta de contenidos es distinta de la de Discovery Channel en España. Un mes después de anunciar el nombre del canal, se desveló que Unidad Editorial había acordado ceder la publicidad de Veo Televisión al Grupo Discovery Communications a cambio de que la cadena internacional dotara de contenidos a la señal y abonara un royalty.

### Vuelta de las emisiones de Veo7
El 15 de junio de 2025, Unidad Editorial anunció que el canal volvería bajo el nombre de Veo7 en sustitución de Gol Play en la TDT, es decir, en la otra frecuencia que posee Unidad Editorial, ya que en la que emitió entre 2005 y 2012 continuaría la emisión de DMAX.
El 30 de junio de 2025, doce días después de volver como canal temático, Unidad Editorial dio a conocer que el canal ampliaría su oferta desde el otoño de 2025, añadiendo magacines centrados en la actualidad política y deportiva.
El 31 de julio de 2025, el operador Vodafone TV incorporó el canal a su oferta en el dial 166, convirtiéndose en el primer operador nacional en ofrecerlo. Cuatro días después, Orange TV hizo lo propio, en su caso, a través del dial 33.

## Audiencias
| 2025 | - | - | - | - | - | 0,2% | 0,6% |